# Östlicher Teutoburger Wald
Das Naturschutzgebiet Östlicher Teutoburger Wald liegt auf dem Gebiet der Gemeinden Augustdorf und Schlangen und der Städte Detmold, Lage und Oerlinghausen im Kreis Lippe in Nordrhein-Westfalen. Es ist das zweitgrößte Naturschutzgebiet im Kreis.

## Bedeutung
Für Augustdorf, Detmold, Lage, Oerlinghausen und Schlangen ist mit dem Landschaftsplan Nr. 14 „Teutoburger Wald“ seit 2004 ein etwa 2325 ha großes Gebiet unter der Kenn-Nummer LIP-066 als Naturschutzgebiet ausgewiesen.
Das Naturschutzgebiet überlappt mit dem Vogelschutzgebiet „Senne mit Teutoburger Wald“ und dem FFH-Gebiet „Östlicher Teutoburger Wald“. Auf dem Stadtgebiet von Bielefeld befinden sich drei weitere zum Teil angrenzende Naturschutzgebiete mit Namen „Östlicher Teutoburger Wald“ (Östlicher Teutoburger Wald (LP BI-Senne), ca. 542 ha; Östlicher Teutoburger Wald (LP BI-West), ca. 403 ha; Östlicher Teutoburger Wald (LP Bielefeld-Ost), ca. 59 ha), die durch andere Landschaftspläne ausgewiesen wurden.

## Beschreibung
Im Naturschutzgebiet liegen überwiegend Buchenwälder, aber größere Bereiche sind bestockt mit Kiefern und Fichten, dazu kommen kleinere Bestände mit anderen Baumarten. Bei den Buchenwälder handelt es sich um Hainsimsen-Buchenwälder und Waldmeister-Buchenwäldern bzw. um Übergänge zwischen diesen Buchenwaldtypen. Dazu kommen Kleinbereiche mit Frühlingsplatterbsen-Buchenwald und Orchideen-Buchenwald. Es kommen auch kleinere Grünlandbereiche, teils brachgefallen, und Kalkhalbtrockenrasen vor.